# La Planète sauvage
Pour les articles homonymes, voir Planète sauvage.
Pour plus de détails, voir Fiche technique et Distribution.
La Planète sauvage est un film d'animation de science-fiction français réalisé par René Laloux, sorti en 1973. Le scénario s'inspire librement du roman Oms en série de Stefan Wul.
Une restauration du film a été réalisée en 2016 avec le soutien du CNC,.
Aujourd'hui considéré comme un chef-d'œuvre, le film est un classique du cinéma d'animation français,.

## Synopsis
Sur la planète Ygam vivent les Draags, une espèce d'humanoïdes mesurant douze mètres de haut. Ils ont atteint les plus hauts sommets de la connaissance. Leur existence s’écoule lentement, tout entière tournée vers la méditation.
Les enfants des Draags raffolent de minuscules animaux familiers, les Oms, ramenés d'une lointaine planète dévastée, Terra. Peu de Draags envisagent les Oms comme des créatures intelligentes, même s’ils sont doués d'une faculté d’adaptation certaine. Certains Draags considèrent même cette espèce comme nuisible, car si les Oms de luxe font la joie des petits, les spécimens qui s’échappent et retournent à l’état sauvage tendent à proliférer dans les parcs et volent des biens appartenant aux Draags.
Terr est un bébé dont la mère, une Om sauvage, meurt lorsque des enfants draags s'amusent. Tiwa, la fille de Sinh, est attendrie par le bébé et le recueille. Un collier est placé au cou de celui-ci. Le collier peut être activé par Tiwa, il ramène alors l'Om à la manière d'un aimant.
Terr grandit, il devient un adolescent, alors que Tiwa reste une enfant : le développement des Draags est plus lent que celui des Oms. Tiwa utilise un outil qui ressemble à un serre-tête, et qui permet d'acquérir toutes sortes de connaissances. Cet outil fonctionne aussi sur Terr, qui apprend ainsi l'écriture des Draags.
Terr décide un jour de s'échapper. Il part avec le serre-tête. Lorsque Tiwa s'aperçoit de la disparition, elle active le collier. Terr est irrémédiablement attiré, mais une Om sauvage le croise, et détache le collier avec un couteau. Elle le mène dans sa tribu, qui est établie dans l'arbre d'un parc draag abandonné.
Il se fait accepter par la tribu, et le serre-tête est utilisé par différents membres de la tribu, ce qui permet aux Oms d'apprendre et de progresser. Un jour, le parc est « désomisé ». Une partie des oms arrive à s'enfuir, mais deux Draags les aperçoivent et se mettent à en écraser un certain nombre. Les Oms réagissent, ils tuent un Draag, l'autre s'enfuit. Les Oms mettent le cap sur un entrepôt de fusées abandonné.
Quinze ans passent, les Oms évolués construisent des fusées, pour essayer de vivre sur la « Planète sauvage » en orbite autour de Ygam. Ils y arrivent et mettent en danger la civilisation draag, car cette planète est vitale à leur processus de méditation. Une paix est signée, et les deux civilisations vivent en harmonie.

## Fiche technique
- Titre : La Planète sauvage
- Réalisation : René Laloux
- Scénario : René Laloux et Roland Topor, d'après le roman de Stefan Wul
- Musique : Alain Goraguer
- Photographie : Boris Baromykin et Lubomir Rejthar
- Production : Simon Damiani, Anatole Dauman et André Valio-Cavaglione
- Studios de production : Les films Armorial (Paris), Service de la recherche ORTF (Paris), Československý Filmexport (Prague)
- Sociétés de distribution : Argos Film (France), Ústřední půjčovna filmů/Slovenská požičovňa filmov (Tchécoslovaquie), Monopole-Pathé Films (Suisse romande)
- Pays de production :  France,  Tchécoslovaquie
- Langue originale : français
- Technique d'animation : papier découpé
- Format : couleur - 1,66:1 - mono
- Genre : animation, aventures, science-fiction
- Durée : 72 minutes
- Date de sortie :
  - France : 6 décembre 1973
  - Tchécoslovaquie : 21 décembre 1973[5]
  - Québec : 6 septembre 1974[6]
  - Suisse romande : 25 novembre 1974[7]

## Distribution
- Jennifer Drake : Tiwa
- Éric Baugin : Terr enfant
- William Coryn : Terr adolescent
- Jean Topart : maître Sinh
- Jean Valmont : Terr adulte / le narrateur
- Jeanine Forney : la fiancée de Terr
- Sylvie Lenoir : la voix
- Yves Barsacq : un Om
- Gérard Hernandez : un maître Draag
- Philippe Ogouz et Denis Boileau : des Draags
- Julien Thomast : un jeune Om
- Jacques Ruisseau, Michèle Chahan, Claude Joseph, Paul Villé, Mark Lesser, Yvette Robin, Hubert de Lapparent, Pascal Kominakis, Madeleine Clervanne, André Rouyer, André Lambert, Max Amyl, Poupy de Monneron, Christian de Tillière, Irina Tarassov-Villeret, Serge Netter, Gilbert Vilhon : voix additionnelles

## Conception et production
Le scénario est écrit par René Laloux et Roland Topor. Les images du film sont créées à partir des dessins de Roland Topor dans les studios d'animation Jiří Trnka de Krátký Film à Prague. Le procédé utilisé est l'animation de papier découpé, ou cut-out. Cela permet à Topor de dessiner chaque plan du film au crayon, lui donnant ainsi des teintes pastel inhabituelles dans l'animation de l'époque. 25 personnes ont travaillé pendant trois ans et demi pour la création des 1073 plans du film.

## Distinctions
La Planète sauvage obtient le prix spécial du jury au festival de Cannes 1973 et un prix Saint-Michel à Bruxelles en 1974.
Il obtient le prix du jury international du festival de Trieste, le grand prix du film d’animation avec médaille d’or au festival d'Atlanta et est également couronné au festival de Téhéran.

## Analyse
La Planète Sauvage possède plusieurs degrés de lecture. Il porte un message politique de paix entre les peuples différents, mais également écologique. Selon Olivier Père, c'est « une allégorie politique sur les thèmes de l’esclavage et de la révolte, la civilisation et la barbarie, une fable où se croisent Swift, Spartacus et les pogroms d’Europe centrale ».
Il s'agit du premier film d'animation adulte centré sur autre chose que le gag ou la caricature.

### Différences et similitudes avec le roman
(juin 2011).
Si vous disposez d'ouvrages ou d'articles de référence ou si vous connaissez des sites web de qualité traitant du thème abordé ici, merci de compléter l'article en donnant les références utiles à sa vérifiabilité et en les liant à la section « Notes et références ».
La Planète Sauvage est une adaptation poétique du roman de Stefan Wul Oms en série. Représentant des humains ravalés au rang d'animaux domestiques des gigantesques Draags, Laloux met en scène une réflexion sur l'intelligence, la société, la politique et la nature humaine.
Le film prend cependant quelques libertés avec l'œuvre originale. Deux points sont à relever particulièrement :
- Dans le film les Oms décident de se rendre sur le satellite naturel de la planète à bord de fusées tandis que dans le livre ils rejoignent un continent inhabité à l'aide de bateaux.
- Surtout, la méditation des Draags, élément clé du film et de son dénouement, est absente du roman. Là où le film décrit des Oms capables de vaincre les Draags en détruisant les extraterrestres réceptacles de leurs esprits en méditation (création pure des scénaristes du film), le roman décrit simplement une défense acharnée des Oms face aux attaques militaires des Draags qui leur permet, par un coup de bluff final, de négocier un traité de paix.